# Arlecdon
Arlecdon är en by i kommunen Cumberland i Cumbria i England. Orten har 1 500 invånare (2011).